# 中国共产党陕甘晋省委员会
中共陕甘晋省委是1935年9月至11月设立的统一领导西北革命根据地的党组织。

## 历史
1935年9月15日，中共鄂豫陕省委率红二十五军长征抵达延川县永坪镇。根据中共中央驻北方代表的指示，朱理治、聂洪钧和程子华组成中央驻北方代表派驻西北代表团，书记朱理治。
1935年9月17日，西北代表团在永坪镇主持召开中共西北工委、中共鄂豫陕省委和红二十五军、红二十六军、红二十七军主要领导干部参加的联席会议，决定撤销中共西北工委和中共鄂豫陕省委，成立中共陕甘晋省委，隶属于中共北方中央局：
- 省委委员：朱理治、郭洪涛、马明方、王达成、白茜、刘志丹、高长久、聂洪钧、徐海东、郭述申、程子华、慕生忠、慕纯农、戴季英。
- 省委书记：朱理治
- 省委副书记：郭洪涛
- 省委组织部长：王达成
- 省委宣传部长：郭述申
- 省委妇女部长：白茜
- 省委白区工作部长：慕生忠
- 秘书长李景波
- 西北政治保卫局局长崔田民/戴季英（1935.10-11）

同时改组西北军委：
- 主席聂洪钧

三支红军合编为红十五军团。
1935年11月3日，中共中央政治局下寺湾会议，决定撤销中共陕甘晋省委，分别成立了中共陕北省委、陕甘省委、神府特委、三边特委和关中特委。